# (3926) Ramirez
(3926) Ramirez est un astéroïde de la ceinture principale.

## Description
(3926) Ramirez est un astéroïde de la ceinture principale. Il fut découvert le 7 novembre 1978 à l'Observatoire Palomar par Eleanor Francis Helin et Schelte J. Bus. Il présente une orbite caractérisée par un demi-grand axe de 2,55 UA, une excentricité de 0,12 et une inclinaison de 9,2° par rapport à l'écliptique.

## Compléments